# Marija Sankowezka

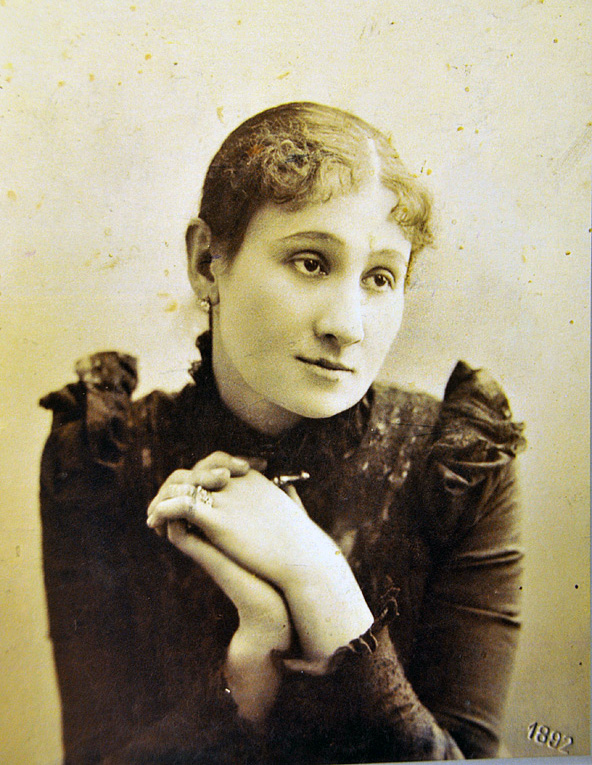
Marija Sankowezka 1892

Marija Kostjantyniwna Sankowezka (ukrainisch Марія Костянтинівна Заньковецька; * 23. Julijul. / 4. August 1854greg. in Sanky, Gouvernement Tschernigow, Russisches Kaiserreich; † 4. Oktober 1934 in Kiew, Ukrainische SSR) war eine ukrainische Theaterschauspielerin.
Sankowezka war im späten 19. und frühen 20. Jahrhundert ein Star des ukrainischen Theaters.

## Leben
Die gebürtige Marija Kostjantyniwna Adassowska entstammte einer verarmten Adelsfamilie mit kosakischen Vorfahren. Ihr Großvater K. Adassowskyj war Veteran des Vaterländischen Krieges von 1812 und ihr Vater war Richter von Beruf.
Sie besuchte in Tschernigow eine Privatschule. Später nahm sie in Sankt Petersburg Gesangsunterricht und besuchte ein Musik-Konservatorium in Moskau. Als Mezzosopranistin nahm sie an Amateuraufführungen und Konzerten in den Städten Tschernigow und Nischyn und nach ihrer Hochzeit 1875 in den Städten Bender und Sveaborg teil.
Am 27. Oktober 1882 gab sie als Natalka in Iwan Kotljarewskyjs Drama Natalka-Poltawka ihr Theaterdebüt auf der Bühne des ersten ukrainischen professionellen Theaters von Marko Kropywnyzkyj in Jelisawetgrad. Danach tourte sie über Jahre in verschiedenen Schauspieltruppen durch die Ukraine, Georgien, Aserbaidschan sowie nach Moskau und Sankt Petersburg.
1907 organisierte sie gemeinsam mit Mykola Sadowskyj das erste feste Theater in Kiew und zwischen 1909 und 1915 leitete sie Amateur-Theatergruppen in Nischyn und Krolewez.
Ihr letzter Bühnenauftritt war 1922 in Kiew und im selben Jahr wurde ein Theater gegründet, das ihrem Namen trug. Sie starb 1934 in Kiew und wurde auf dem Baikowe-Friedhof beerdigt.
Ihr schauspielerisches Talent brachte Sankowezka große Bekanntheit und Anerkennung. Ihre Arbeit hatte großen Einfluss auf die Entwicklung der ukrainischen Dramas sowie auf die Schaffung eines nationalen ukrainischen Theaters.
Sie spielte 1910 im Film Natalka-Poltawka und 1923 im Film Ostap Bandura und verfasste eine mehrfach aufgelegte Autobiographie.

## Ehrungen
1922 wurde ihr der Ehrentitel Volkskünstlerin der Ukrainischen SSR verliehen. 1964 wurde an ihrem Geburtsort ihr zu Ehren ein Gedenkmuseum eröffnet. In Tschernihiw und Kiew stehen Denkmale zu ihrem Gedenken. Ihr ehemaliges Wohnhaus in Kiew wurde zu einem Museum (Музей Марії Заньковецької) umgestaltet.
Die ukrainische Nationalbank gab zu ihrem 150. Geburtstag 2004 eine Zwei-Hrywnja-Gedenkmünze und die ukrainische Post eine Briefmarke mit ihrem Konterfei heraus.